# Feliks Milan

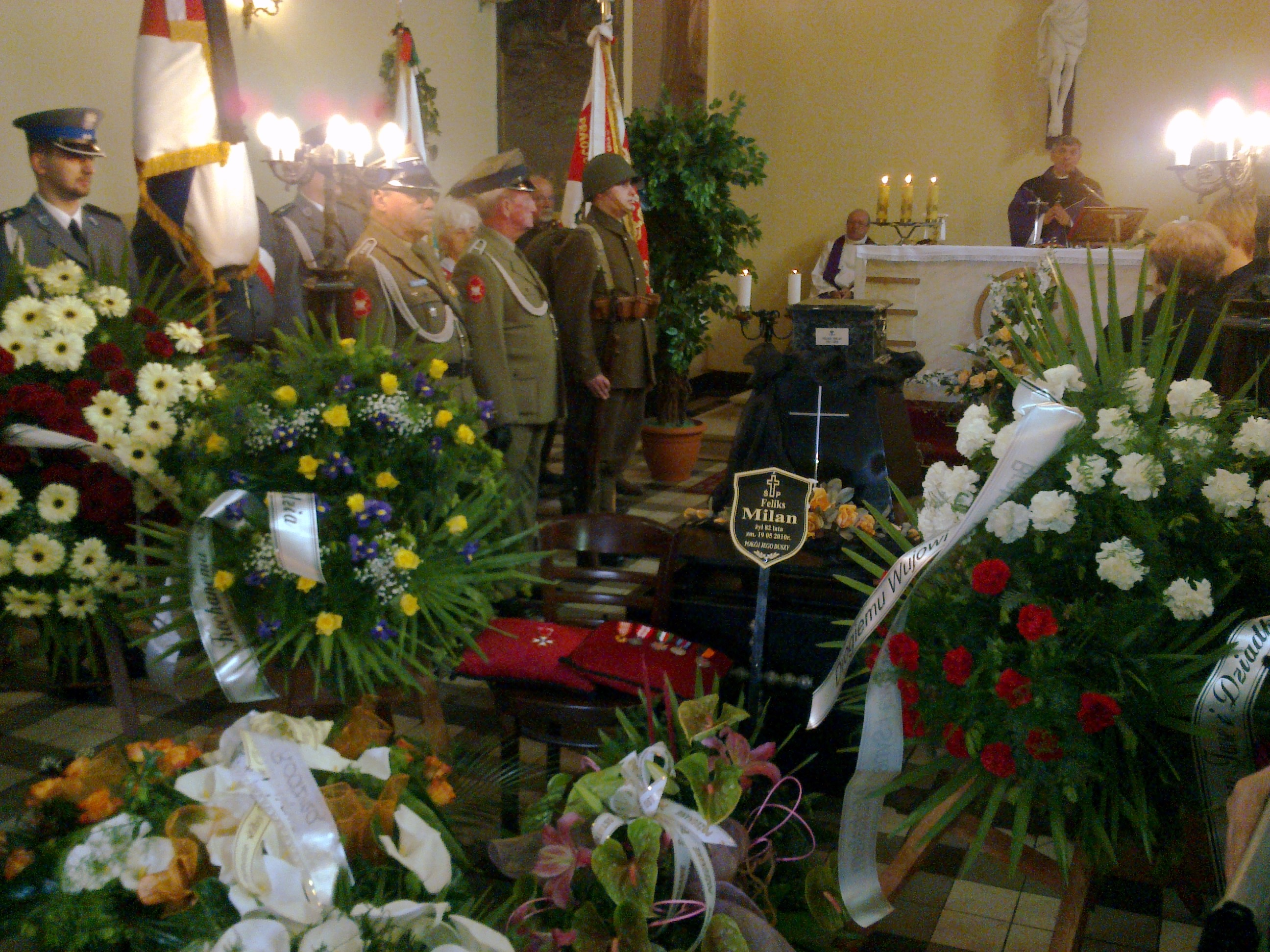
Uroczystości pogrzebowe w kaplicy na cmentarzu św. Rocha w Łodzi

Feliks Milan ps. „Emir” (ur. 22 lipca 1927 w Drohobyczu, zm. 19 maja 2010 w Łodzi) – polski żołnierz i działacz kombatancki, żołnierz Armii Krajowej, współzałożyciel odrodzonego Związku Sybiraków, prezes Wojewódzkiego Stowarzyszenia Budowy Pomnika Chwały Żołnierzy Armii „Łódź”, przewodniczący Stowarzyszenia Upamiętnienia Armii Łódź, wiceprezes Stowarzyszenia Żołnierzy Kresowych Armii Krajowej „Wiano”, współtwórca Klubu Historycznego im. gen. Stefana Roweckiego „Grota” w Łodzi.

## Życiorys
Urodził się 22 lipca 1927 w Drohobyczu, w zamożnej rodzinie mieszczańskiej. Jego ojciec, Stanisław był właścicielem założonej przez swojego dziadka wytwórni wędlin, której produkty były eksportowane do Wiednia i Paryża. W październiku 1939, po agresji ZSRR na Polskę, zakład ten został znacjonalizowany. W trakcie edukacji szkolnej zetknął się z Brunonem Schulzem, który uczył rysunku i robót ręcznych w szkole, do której uczęszczał Milan.
Żołnierz Armii Krajowej. 11 października 1944 aresztowany przez NKWD. W marcu 1945 został skazany na 15 lat katorgi za działalność na rzecz polskiej niepodległości. Jego brat Roman w tym samym czasie został zesłany na Dombas do kopalni węgla. Po wyroku został przewieziony do Lwowa a następnie do łagru w Nachodce w Kraju Nadmorskim. Kilka tygodni później wysłano go na Kołymę, gdzie od czerwca 1945 pracował w kopalni złota im. Maksyma Gorkiego w okolicach miasta Jagodnoje w obwodzie magadańskim. Od lipca 1950 pracował w kopalni cynku. Po zwolnieniu z łagru w sierpniu 1952 zesłany do osiedla Orotukan. Zwolniony w październiku 1955, w grudniu tego roku powrócił do Polski.
W marcu 1989 został członkiem Komitetu Organizacyjnego Oddziału Związku Sybiraków w Łodzi, w kwietniu tego roku wszedł w skład Tymczasowego Zarządu Oddziału Związku Sybiraków w Łodzi. 4 kwietnia 1992 wybrany na Prezesa Zarządu Oddziału, funkcję tę pełnił do 15 maja 1999, kiedy to przyznano mu tytuł Honorowego Prezesa Zarządu.
Uroczystości pogrzebowe odbyły się 24 maja 2010 na cmentarzu rzymskokatolickim św. Rocha przy ul. Zgierskiej w Łodzi.

## Odznaczenia
- Odznaka „Za Zasługi dla Miasta Łodzi”[5](1993)
- Krzyż Oficerski Orderu Odrodzenia Polski[6](2005)
- Medal „Pro Memoria”[7](2007)
- Krzyż Armii Krajowej
- Krzyż Zesłańców Sybiru
- Złoty Medal „Opiekun Miejsc Pamięci Narodowej”